# Xie'an
Xie'an (kinesiska: 谢安乡, 谢安) är en socken i Kina. Den ligger i provinsen Sichuan, i den sydvästra delen av landet, omkring 78 kilometer söder om provinshuvudstaden Chengdu. Antalet invånare är 11 362. Befolkningen består av 5 723 kvinnor och 5 639 män. Barn under 15 år utgör 21,0 %, vuxna 15-64 år 61 %, och äldre över 65 år 16,0 %.
Genomsnittlig årsnederbörd är 1 348 millimeter. Den regnigaste månaden är juli, med i genomsnitt 306 mm nederbörd, och den torraste är december, med 13 mm nederbörd.